# 小山觀翁
小山 觀翁（小山 観翁、こやま かんおう、1929年（昭和4年）8月8日 - 2015年（平成27年）3月30日）は、日本の古典芸能評論家。
学習院大学国劇部創立メンバー。伝統歌舞伎懇話会会長、江戸勘亭流書道家元、国立劇場講師、日本演劇興行協会理事、松竹顧問。宗家神崎流理事（神崎秀扇）。本名：小山 昭元（こやま てるもと）。
歌舞伎座や国立劇場などにおいて歌舞伎と文楽のイヤホンガイド導入の中心的人物として著名。

## 来歴
東京府出身。初等科から大学まで学習院に在籍。戦後、川尻清譚に師事、歌舞伎の研究をするかたわら雑誌「歌舞伎」の編集に参画。1952年（昭和27年）に電通に入社し、おもに放送番組企画制作畑を歩み、1975年（昭和50年）に同社を退職。1950年代の芝居や落語の音源を所持しており、貴重な記録である。その後、難解な歌舞伎や文楽を観劇しながら解説を聞けるイヤホンガイドの導入に取り組んだ。独立して古典芸能評論家・自称かぶきキャスターとして、セミナー講師、TV・ラジオ出演、執筆活動などをした。また郵政省発行の切手の題字を書いたほか郵政審議会委員を3期9年務めた。一時期、渋谷で料亭「小山亭」を経営していた。ここでは、一流の名人の至芸を見せる趣旨で、武原はんなどの名人がきて、その至芸を見せたという。学習院高等科 (旧制)の文科甲類では、小説家の吉村昭と親友であり、ともに中村芝翫（のちの歌右衛門）の楽屋を訪ねたという。
皇太子・各皇族の観劇に際して説明を務めた。
2015年3月30日、肺炎で死去、85歳。

## イヤホンガイド
イヤホンガイド導入には、反対意見が多く、実現は不可能とされた。
某役者からは、「説教されているみたい。」や「芝居に解説など要らない。役者の芸で見せるものだから能書きは要らない」といった意見が相次いだ。
そんな中、小山が学生時代から親しくしていた中村歌右衛門に相談をすると、「これからの御見物には必要です。やりなさい」という、強力な後押しもあり、1975年（昭和50年）11月歌舞伎座からスタートした。その後、小山は約40年にわたって歌舞伎同時解説イヤホンガイド・レギュラー解説者を務めた。

## 家系
本人や長男泰生（1959年（昭和34年）生まれ・NPO子ども環境文化研究所理事長）は、その著書やホームページなどで、小山家の家系の一部を述べている。小山観翁の父は総理府世論調査所長・社会学者・立教大学の小山榮三教授。栄三（1899-1983、東大卒）は久保与三五郎の三男として北海道に生まれ、陸軍大佐の小山秋作の二女・佐和子（学習院女学部出身）の入り婿となった。観翁の祖父・小山秋作は長岡藩藩医・小山良運の子で、小山正太郎など複数の兄がいたため分家した。秋作は陸軍士官学校に進み、上海、台湾駐在を経て、日露戦争時の作戦参謀や奉天（瀋陽）軍政官を務めたが、将官になることなく陸軍大佐で退役。退役後はスラバヤで国策会社・南洋起業社長に就任した。
また代々、越後長岡藩（藩主・牧野氏）の藩典医で、曾祖父小山良運は、緒方洪庵（適塾）に学んだ蘭方医であったとしている。
小山良運は、長岡藩の抜擢家老である河井継之助と幼なじみで、親しかったともいわれている（出典『河井継之助伝』今泉鐸次郎著、1910年、博文館）。
これに対して、長岡藩の原資料などによると、当家系は、藩主お目見え以下の足軽より格下の出自であったが、鍼灸師として立身した家系であったことがわかる。長岡藩の名医とされる武氏・安田氏は400石以上が給付されたが、小山氏の家系は、15俵の微禄で、立身した後も100石台前半の給付であった。
詳細は次の通りである。
1682年（天和2年）、藩主と謁見を許されない格式の中間組（ちゅうげんぐみ）に所属していた軽輩（卒分）であった小山玄悦が、針術に長けていたため、わずか15俵2人扶の微禄を持って、針師として召しだしを受けていた。小山玄悦の代に軽輩（卒分）から士分となり藩主と謁見を許されるが、馬に乗ることが許されない小組の歩兵部隊に所属することになった。中間組の歩卒から小組の歩兵に転属したことは出世である。
ついで、小山玄悦の家督を相続した小山玄良が立身して130石を給付され異例の立身をした。
玄悦の孫の時代と見られる長岡藩寛保分限(1741年成立)には江戸定府として、小山玄信(130石)と見え、藩主の参勤交代に随従して、針医としての役目を務めていたものと推察される。時の藩主・牧野忠周は、大変ひ弱で、隠居後は江戸藩邸に暮らした。小山玄信はこのほか正徳、延享の分限にも見える。
小山玄悦の曽孫と推察される小山玄良が長岡藩中居屋敷禄高調(1803年頃成立）に見える。
小山玄悦の玄孫と推察される小山良為が長岡藩御家中附(1836年頃成立)に見え針医と注記があり、七軒丁（町）東側に屋敷があった。隣家は外科医と大工である。この分限には小山姓は1名である。
小山玄悦の来孫と推察される小山良英が長岡藩家中禄高調(1844年頃成立)に見える。この分限にはのちに分家する小山良岱が45人扶(実質112,5石)として記載されている。1832年、小山良岱は長岡で初めて刑死者の解剖を処刑場で行った。足軽・中間などの卒分を除き、人扶ち支給のみの標記であることは、仮採用的な意味を持つか、部屋住み身分での出仕と見られる。
小山玄悦の昆孫と推察され、小山観翁の曽祖父である小山良運が長岡藩安政分限(1859年頃成立)に130石で見える。
小山玄悦の雲孫と推察され、小山観翁の祖父の兄である小山正太郎が、長岡士族総名順(1869年成立)に上司(100石)で見える。この分限には、小山良岱の家督を相続した上司・小山良圭(130石)と、小山松庵60石の計3名の名が見える。
上記の続柄は兄弟による養子相続があった可能性を排除するものではない。

## 著書
- 随筆集 観客の芸談 (唐松、1976年）
- 痛快！歌舞伎学 集英社インターナショナル　集英社（出版2001年）
- 歌舞伎、｢花｣のある話（光文社知恵の森文庫、2004年）
- 古典芸能の基礎知識（三省堂選書95）
- 歌舞伎のわかる本（廣済堂ブックス）
- 歌舞伎の雑学（グラフ社雑学シリーズ3）
- 落語鑑賞の基礎知識（三省堂選書112）
- 落語の雑学（グラフ社雑学シリーズ9）
- 古典芸能うけうり指南（三省堂選書126）
- 歌舞伎案内（グラフ社ふくろうブックス）
- 江戸=現代に続く粋の原点（グラフ社ふくろうブックス）
- 三人冩楽謎錦絵（旺文社）
- 落語鑑賞学入門（弘文出版）
- 歌舞伎鑑賞学入門（弘文出版）
- 歌舞伎通になる本（グラフ社）